# بریجیت رایلی

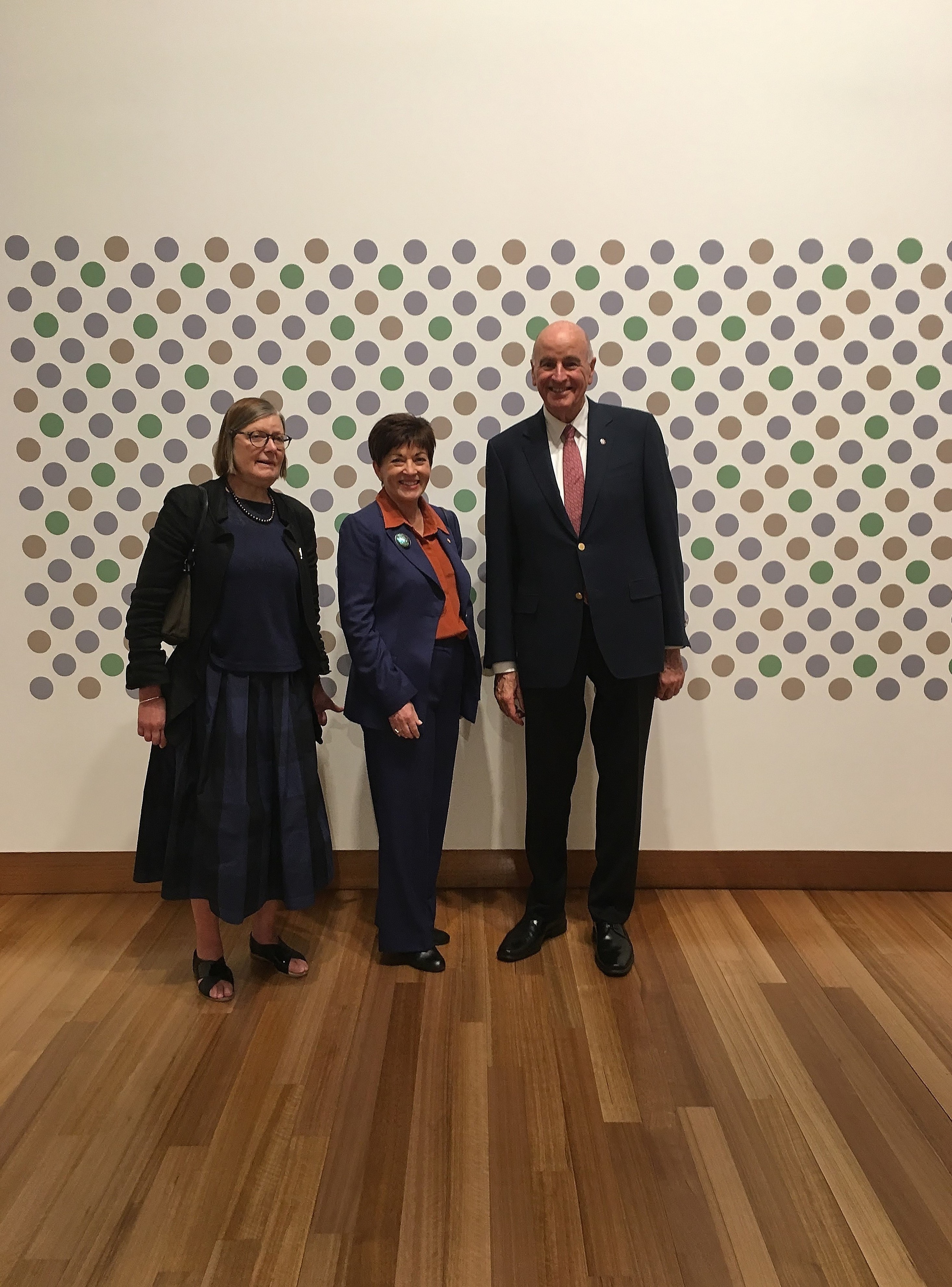
گالری هنر کریست چرچ ، بریجیت رایلی و جنی هارپر

بریجیت لوئیس رایلی (به انگلیسی: Bridget Louise Riley) (زاده ۲۴ آوریل ۱۹۳۱) یکی از نقاشان پیشگام هنر دیدگانی است.

## زندگی و کار

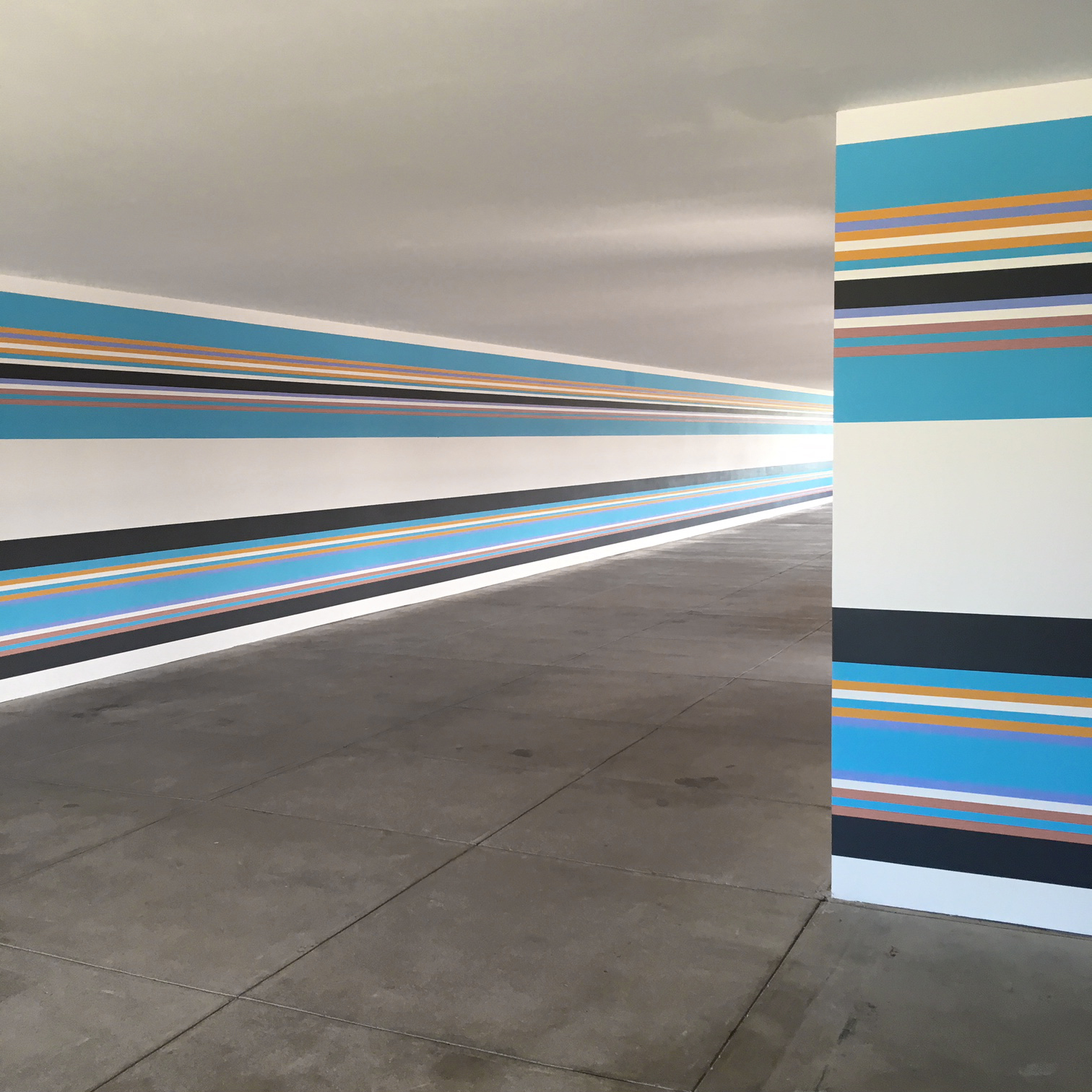
بریجیت رایلی، پیچ رنگ، 2017-2019.بنیاد چیناتی، مارفا، تگزاس

او در سال‌های ۱۹۴۹ تا ۱۹۵۵ به نقاشی پیکرنما و منظره پرداخت. از اواخر دهه ۱۹۵۰ از اسلوب نقطه‌گذاری در نقاشی‌های انتزاعی اش استفاده کرد. در دهه ۱۹۶۰ با تکرار واحدها، تغییر اندازه‌ها، فواصل، رنگ‌ها و رنگ‌سایه‌ها، تجربه‌هایی با خطای دید کرد.
بسیاری از کارهای هنر دیدگانی، چیزی بیش از بازی‌های زیرکانهٔ ادراکی (یا خطای دید) نیستند. این آثار در بلندمدت نتوانستند اعتبارشان را حفظ کنند و فقط معدودی از آن‌ها توانستند موقعیت خود را به‌عنوان یک اثر هنری حفظ کنند، از آن میان تنها استثنای درخور توجه، کار بریجیت رایلی بود.

این بانوی هنرمند در سال ۱۹۶۰ اقتباس از نمودارهایی را آغاز کرد که دانشمندان از طریق آن‌ها، فرایندهای ادراکی را مطالعه می‌کردند، او بعد از تجربه‌های هرچه ظریف‌کارانه‌تری در این حوزه، رفته رفته رنگ‌مایه های خاکستری و سپس سایر رنگها را نیز در کارش وارد کرد. محرک‌های دیدمانی، هیچ‌گاه به‌تنهایی، هدف او نبودند. رایلی در آثارش، عناصری را برمی‌نگرد که به‌عنوان بخشی از طبیعت به کار می‌گیرد، مانند عناصر تشکیل دهندهٔ یک منظره: درختها، ابرها، تپهها و رودخانهها و با درهم رفتن آن‌ها، چنان پدیدارهای سحرانگیزی می‌آفریند که بسیار بیش از سر جمع ِعناصر فُرمی و رنگی یک مجموعه‌اند، این تصاویر، بیش از تأثیرگذاری علمی، دارای تأثیر برانگیزی غنایی و شاعرانه اند.

در آغاز رواج این سبک، فقط هنرمندان اروپایی بودند که به این سبک نقاشی می‌کردند، امابعدها هنرمندانی از آمریکای شمالی نیز مانند بریجیت رایلی و یوزف آلبرس به آنها پیوستند.